# Охаба (Алба)
Охаба (рум. Ohaba) — село у повіті Алба в Румунії. Адміністративний центр комуни Охаба.
Село розташоване на відстані 256 км на північний захід від Бухареста, 16 км на схід від Алба-Юлії, 79 км на південь від Клуж-Напоки, 148 км на захід від Брашова.

## Населення
За даними перепису населення 2002 року у селі проживали 563 особи, з них 560 осіб (99,5%) румунів. Рідною мовою 561 особа (99,6%) назвала румунську.